# Легашёв, Антон Михайлович
Анто́н Миха́йлович Легашёв, Легашо́в (1798, с. Липовка, Пензенская губерния — 1865, Санкт-Петербург) — российский художник-портретист.

## Биография
Родился в 1798 году в селе Липовка, Мокшанского уезда Пензенской губернии в мещанской семье.
С детских лет изучал сначала музыку, потом столярное ремесло. Приехав в Санкт-Петербург, в 1820 году в качестве внештатного ученика начал посещать Императорскую Академию художеств и показал большие успехи в портретной живописи, будучи учеником художника А. Г. Варнека.
В 1824 году за свои работы был удостоен 1-й и 2-й серебряной медали.
В 1825 году Комитет Академии представил живописца за выполненные им работы к присвоению звания художника 14-го класса, но император Николай I отклонил прошение, наложив резолюцию на записке управляющего Комитетом: «Я работу видел и нахожу, что рано давать чин; предоставить через год представить вновь работу и если усовершенствуется, то тогда можно будет дать чин».
В сентябре 1829 года художник представил через президента на усмотрение императора написанный им портрет генерал-майора А. И. Хатова, но и на этот раз работа живописца не была признана удовлетворительной, в связи с чем ему было объявлено, что «Его Величество, будучи недоволен рисунком его портрета, а особливо изображением рук, не соизволил на производство Легашова в чин 14 класса, — притом заметил, что столь несовершенной работы не следовало бы и представлять».
В конце 1829 года художник получил чин и был причислен к членам 11-й Русской духовной миссии в Пекине, где быстро получил известность среди китайцев, которые, «отбросив свои вековые заблуждения и предрассудки, толпами стекались в русское подворье, требуя портретов».
Из отчета, присланного художником в 1839 году, известно, что в Пекине им было исполнено 26 больших исторических и духовных картин и 24 портрета с важных китайских сановников, часть из которых ныне хранится в коллекциях российских музеев.

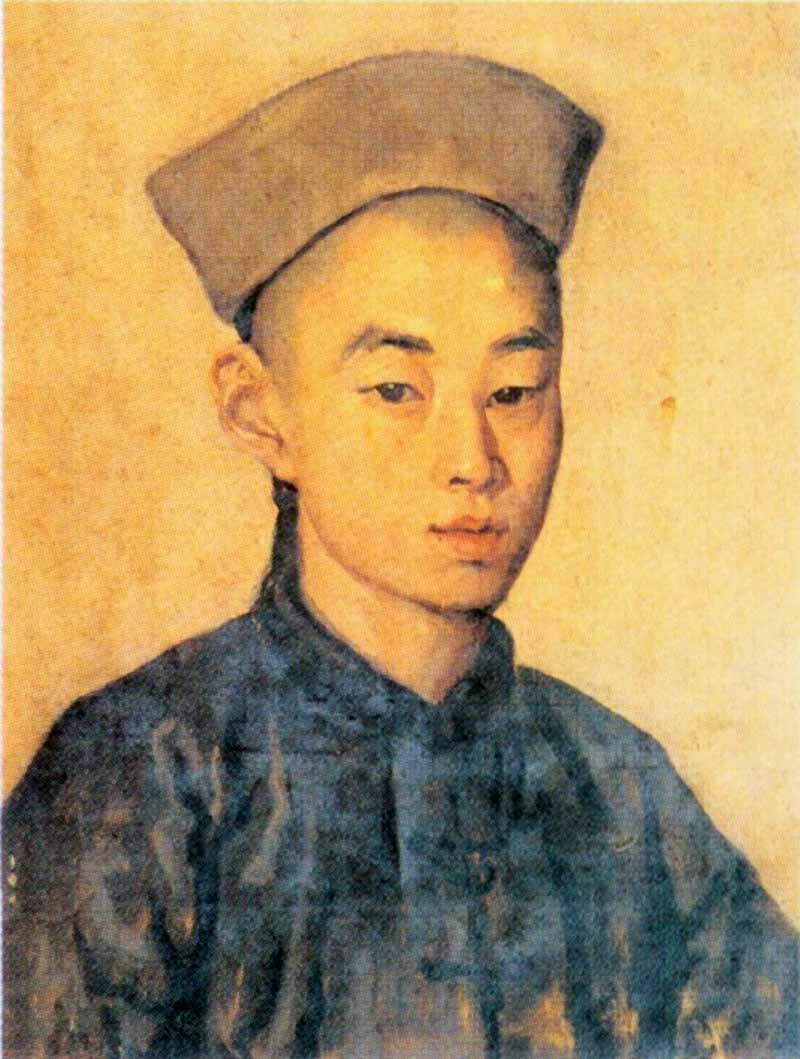
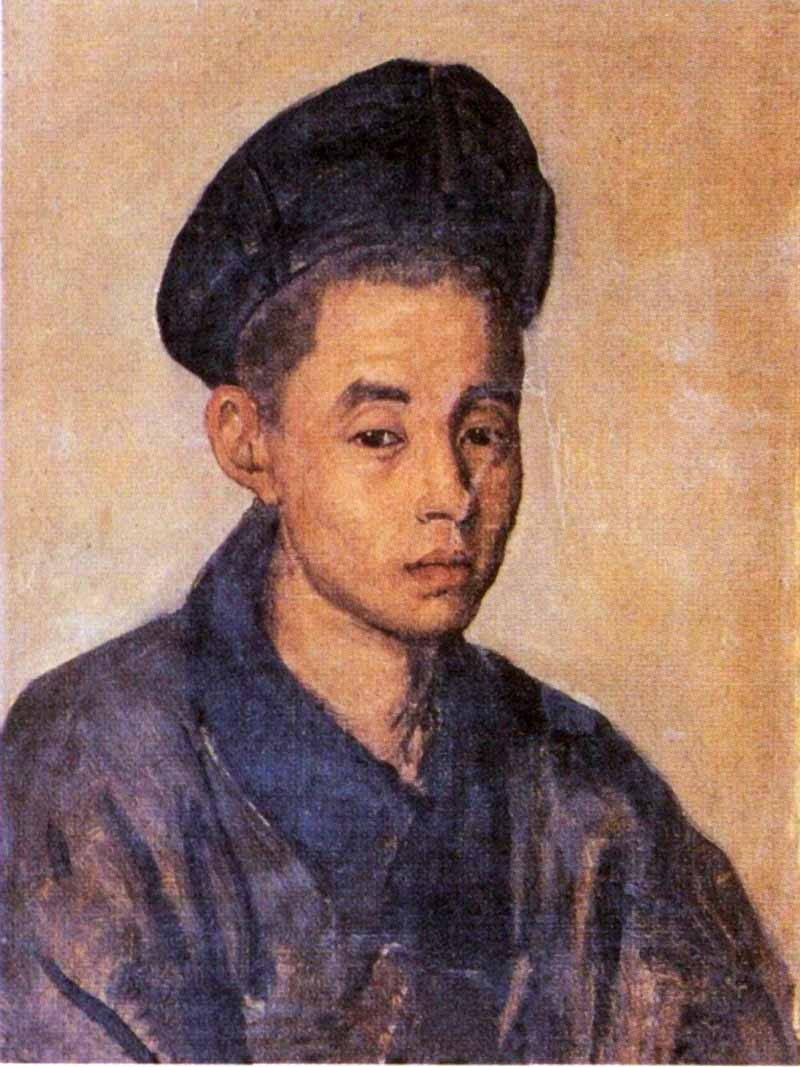
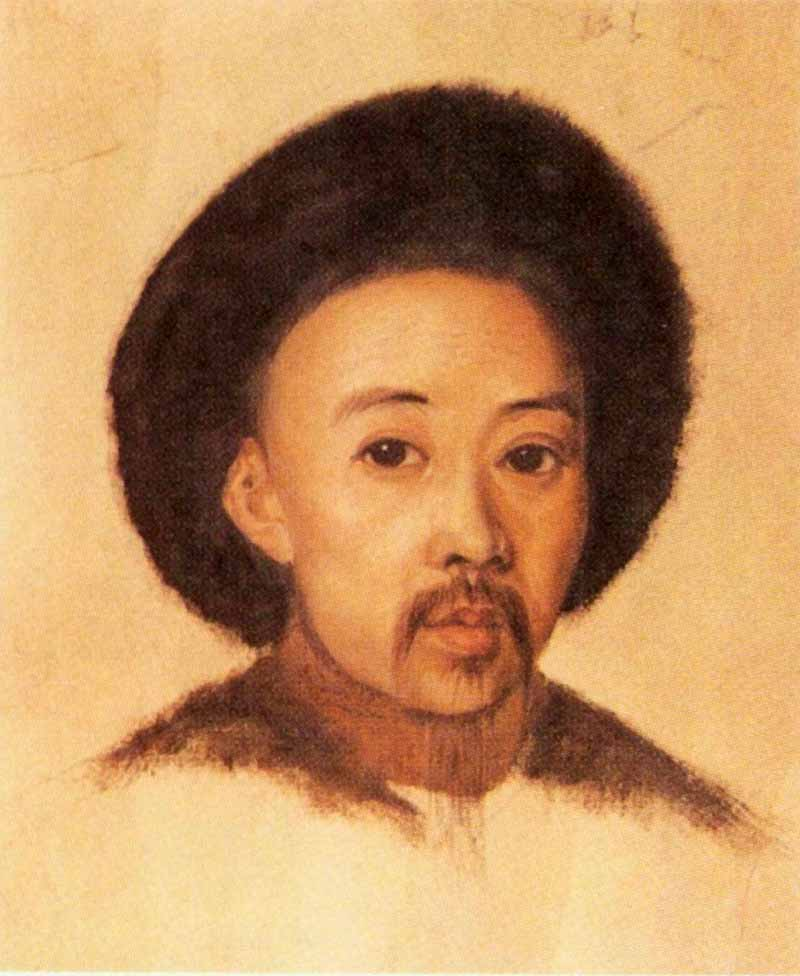
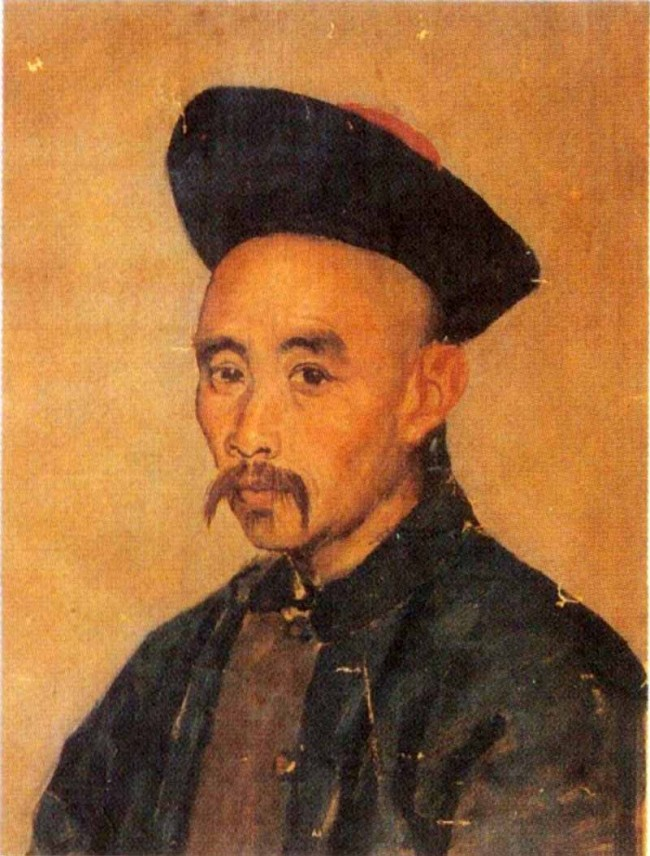

Кроме того, для Русской духовной миссии в Пекине и храма при ней художником были написаны: «Образ Спасителя», «Святая Дева», «Успение Богородицы», «Святая царица Елена», «Архистратиги Михаил и Гавриил», «Иисус Христос в Гефсиманском саду» и многие другие.
В 1841 году, вернувшись из Пекина, художник просил Академию художеств разрешить ему изготовлять китайские краски и назначить его преподавателем Академии, но в этом ему было отказано: руководство Академии посчитало, что европейские краски лучше китайских, а познания Легашева не так велики, чтобы назначить его наставником Академии.
С 1842 по 1852 годы преподавал рисование в Петербургском технологическом институте.
Писал картины с использованием китайских мотивов и сюжетов. Автор пейзажей, портретов, жанровых сцен и натюрмортов. Работы хранятся в Третьяковской галерее, Русском музее, Приморской картинной галерее (Владивосток), других музейных и частных коллекциях.
Скончался в 1865 году в Санкт-Петербурге.